# Castello dei Paleologi (Casale Monferrato)
Il castello dei Paleologi è una struttura militare sorta nel XIV secolo a Casale Monferrato, in provincia di Alessandria.

## Storia
Il castello dei Paleologi fu eretto a Casale Monferrato nel 1352 da Giovanni II Paleologo, per rafforzare le fortificazioni già esistenti.
Durante il periodo Visconteo, il castello fu dotato di armi da fuoco. Nel Quattrocento la struttura fu ampliata e trasformata da Guglielmo VIII Paleologo e Bonifacio V.
Dopo la pace di Cateau-Cambrésis del 1559, passata la città in mano ai Gonzaga di Mantova, l'edificio perse la sua funzione di dimora e fu trasformato nuovamente in fortezza; vennero infatti potenziati i fianchi, le torri, furono aggiunti i rivellini (negli stessi anni ebbe inizio anche la costruzione della Cittadella). Fino alla metà del XIX secolo il castello mantenne inalterata la struttura impostata dai Gonzaga. Dal 1856, poi, a causa della necessità di nuovi spazi urbani, iniziò la demolizione dei rivellini. Tuttora il castello è in parte visitabile ed è diventato un contenitore culturale della città.

## Struttura
L'edificio ha pianta esagonale asimmetrica con torrioni angolari circolari ed è circondato da un profondo fossato asciutto. Sul portone principale, come simbolo del potere signorile, è presente un bassorilievo marmoreo raffigurante le insegne gentilizie dei signori del Monferrato: Aleramo, Paleologi e Gonzaga. Degni di nota sono i cammini di ronda e gli spettacolari sotterranei dell´ala occidentale ricostruiti nel Settecento, entrambi visitabili.